# Vaiste
Vaiste este o arie protejată (arie specială de conservare — SAC, sit de importanță comunitară — SCI) din Estonia întinsă pe o suprafață de 160,8 ha, integral pe uscat.

## Localizare
Centrul sitului Vaiste este situat la coordonatele 58°21′50″N 23°52′03″E / 58.3639°N 23.8675°E.

## Înființare
Situl Vaiste a fost declarat sit de importanță comunitară în aprilie 2004 pentru a proteja un număr necunoscut de specii din flora spontană și fauna sălbatică aflate în arealul zonei. Situl a fost protejat și ca arie specială de conservare în aprilie 2007.

## Biodiversitate
Situată în ecoregiunea boreală, aria protejată conține 8 habitate naturale: Lacuri și iazuri distrofice naturale, Turbării active, Mlaștini turboase de tranziție și turbării mișcătoare, Mlaștini calcaroase cu Cladium mariscus și specii de Caricion davallianae, Mlaștini alcaline, Taiga vestică, Păduri caducifoliate de mlaștină fino-scandinave, Mlaștini împădurite.
La baza desemnării sitului se află un număr nedeclarat de specii protejate.
Pe lângă speciile protejate, pe teritoriul sitului au mai fost identificate 1 specie de plante.